# Фјаве
Фјаве (итал. Fiavé) је насеље у Италији у округу Тренто, региону Трентино-Јужни Тирол.
Према процени из 2011. у насељу је живело 659 становника. Насеље се налази на надморској висини од 669 м.

## Становништво
| 1931. | 1936. | 1951. | 1961. | 1971. | 1981. | 1991. | 2001. |
| ----- | ----- | ----- | ----- | ----- | ----- | ----- | ----- |
| 1.216 | 1.142 | 1.236 | 1.202 | 1.026 | 1.019 | 992   | 1.029 |